# Ax Men
Ax Men è un programma televisivo statunitense a carattere documentaristico, incentrato sul lavoro dei taglialegna.
Lo show segue le vicende di varie squadre di boscaioli divisi in diversi siti dell'Oregon.